# 城巴H3線
城巴H3線是香港一條港島旅客服務路線，屬由城巴營辦的「觀光城巴」路線，於2025年3月31日起投入服務，由香港摩天輪／中環碼頭－天星小輪單向開往赤柱村／赤柱市集，途經金鐘及灣仔北後，取道香港仔隧道前往海洋公園、深水灣及淺水灣。H3線設下回程班次H4線，由赤柱村／赤柱市集單向開往香港摩天輪／中環碼頭－天星小輪，離開海洋公園後繞經香港仔、薄扶林及堅尼地城前往中環。兩線均獲包裝為「海岸之旅」（英語：Coastliner）。

## 歷史
2025年2月，運輸署和城巴向中西區區議會交通及運輸委員會建議開辦港島旅客服務路線「H3」及其回程特別班次「H4」：前者由中環（8號碼頭）開出，途經金鐘、金紫荊廣場、香港仔隧道、海洋公園、深水灣及淺水灣前往赤柱市場；後者由赤柱市場開出，沿淺水灣及深水灣前往海洋公園後，經香港仔、薄扶林及堅尼地城前往中環。同月21日，城巴於海洋公園車廠舉行「熊貓環海號」揭幕儀式，宣佈兩條新路線「海岸之旅」H3及H4預計於3月17日啟航，並同時讓已換上披上「熊貓環海號」主題廣告的雙層開篷巴士亮相。為隆重其事，城巴向南區居民贈送500張限量版熊貓主題Citybus+探索者觀光套票，讓他們於24小時內無限次乘坐大熊貓主題開蓬巴士及其他路線；亦會與南區本地商戶合作，透過「觀光城巴」手機應用程式發放優惠，帶動地區經濟。
H3和H4線最終於2025年3月31日投入服務，較原定計劃延遲兩星期。

## 服務時間及班次
H3和H4線各方向均於每日上午繁忙時間過後日間提供服務，列表如下：
| H3線 香港摩天輪／中環碼頭－天星小輪開 | H3線 香港摩天輪／中環碼頭－天星小輪開 | H4線 赤柱村／赤柱市集開 | H4線 赤柱村／赤柱市集開 |
| 服務時間 （每日）                     | 班次 （分鐘）                         | 服務時間 （每日）       | 班次 （分鐘）           |
| ------------------------------------- | ------------------------------------- | ----------------------- | ----------------------- |
| 10:00－17:00                          | 60                                    | 11:00－18:00            | 60                      |

此外，H4線亦於每日10:30設一班特別班次由海洋公園開往香港摩天輪／中環碼頭－天星小輪。

## 收費
H3和H4線單程全程收費為$49.7，並不設任何分段收費。
H3和H4線路線設有12歲以下小童及65歲或以上長者半價優惠，惟此線並不受長者及合資格殘疾人士公共交通票價優惠計劃中的$2票價優惠覆蓋，而每位成人乘客亦可免費攜同最多兩名不足四歲而不佔座位之小童乘車。此外，乘客亦可使用指定電子支付工具繳付車資，使用此支付方式的乘客可享有與其他城巴獨營路線或聯營線城巴班次之轉乘優惠，惟不適用於與非城巴路線之轉乘優惠，乘客亦不能享有「公共交通費用補貼計劃」（AlipayHK「易乘碼」除外）及「長者及合資格殘疾人士公共交通票價優惠計劃」。

## 行車路線
H3線所有班次皆由香港摩天輪／中環碼頭－天星小輪開出，途經民光街、民耀街、耀星街、龍和道、愛丁堡廣場、夏慤道、紅棉路、金鐘道、添馬街、德立街、金鐘（西）巴士總站、紅棉路、金鐘道、軍器廠街、告士打道、菲林明道、博覽道東、灣仔（會展新翼）巴士總站、博覽道東、龍和道、龍達徑、會議道、分域街、告士打道、堅拿道天橋、黃泥涌峽天橋、香港仔隧道、黃竹坑道、海洋公園道、海洋公園公共運輸交匯處、海洋公園道、黃竹坑道、香島道、淺水灣道、赤柱峽道、舂磡角道、環角道、佳美道、馬坑邨公共運輸交匯處、佳美道及赤柱村道前往赤柱村／赤柱市集，具體停站請參考資訊框；H4線所有班次皆由赤柱村／赤柱市集開出，途經赤柱村道、佳美道、馬坑邨公共運輸交匯處、佳美道、赤柱村道、赤柱峽道、淺水灣道、香島道、黃竹坑道、海洋公園道、海洋公園公共運輸交匯處、海洋公園道、黃竹坑道、香港仔海傍道、石排灣道、薄扶林道、山道天橋、干諾道西、支路、豐物道、支路、城西道、山市街、卑路乍街、加多近街、堅彌地城新海旁、城西道、堅尼地城（卑路乍灣）巴士總站、城西道、干諾道西天橋、林士街天橋、民寶街、民耀街及民光街前往香港摩天輪／中環碼頭－天星小輪，具體停站請參考資訊框。